# MALL
MALL (англ. Mal, T-cell differentiation protein like) – білок, який кодується однойменним геном, розташованим у людей на короткому плечі 2-ї хромосоми.  Довжина поліпептидного ланцюга білка становить 153 амінокислот, а молекулярна маса — 17 350.
| 10         |  | 20         |  | 30         |  | 40         |  | 50         |
| ---------- |  | ---------- |  | ---------- |  | ---------- |  | ---------- |
| MASPDPPATS |  | YAPSDVPSGV |  | ALFLTIPFAF |  | FLPELIFGFL |  | VWTMVAATHI |
| VYPLLQGWVM |  | YVSLTSFLIS |  | LMFLLSYLFG |  | FYKRFESWRV |  | LDSLYHGTTG |
| ILYMSAAVLQ |  | VHATIVSEKL |  | LDPRIYYINS |  | AASFFAFIAT |  | LLYILHAFSI |
| YYH        |  |            |  |            |  |            |  |            |

A: Аланін

D: Аспарагінова кислота

E: Глутамінова кислота

F: Фенілаланін

G: Гліцин

H: Гістидин

I: Ізолейцин

K: Лізин

L: Лейцин

M: Метіонін

N: Аспарагін

P: Пролін

Q: Глутамін

R: Аргінін

S: Серин

T: Треонін

V: Валін

W: Триптофан

Локалізований у мембрані.